# Ana Aslan
Ana Aslan (1 de enero de 1897 - 20 de mayo de 1988) fue una científica rumana, pionera en geriatría y gerontología. Descubrió que la procaina contiene elementos clave que previenen el envejecimiento, además de diseñar diferentes tratamientos antienvejecimientos. Su obra, aunque controvertida, se considera esencialmente importante.

## Biografía
Nació en Braila (Rumania) en 1897 y se licenció en medicina en 1922 por la Universidad de Bucarest, doctorándose dos años después. Trabajó en distintos laboratorios, llegando a ser profesora en distintos centros, entre ellos, la Universidad de Timisoara.
En 1949 fue jefa de sección del Instituto de Endocronología de Bucarest y en 1958 fundó el Instituto de Geriatría y Gerontología de Bucarest, de fama mundial, con pacientes de todo el espectro social: Charles De Gaulle, John F. Kennedy, Konrad Adenauer, Mao Zedong, Francisco Franco, Nikita Jruschov, Salvador Dalí, Pablo Picasso, Sylvester Stallone, Marlene Dietrich, Charles Chaplin, Marilyn Monroe, Pablo Neruda, Miguel Ángel Asturias, Wallis Simpson...
Ana Aslan recibió una treintena de premios mundiales, como el otorgado en 1952 por la Organización Mundial de la Salud. En 1977 desarrolló en Cuba un trabajo junto a los doctores Israil Brekhman (uno de los padres de los Adaptógeno) y Raimundo Torres Díaz (descubridor de los Inmunoterápicos cubanos) bautizado con el nombre de "Longevidad con Calidad".
Murió en Bucarest en 1988.

## Obra científica: el GH-3
En 1946, Ana Alsan descubrió que la procaina, un anestésico utilizado por los dentistas, contenía múltiples propiedades terapéuticas. Como en 1949 Aslan recibió el encargo del gobierno rumano de tratar a excombatientes de la Segunda Guerra Mundial, pudo comprobar los efectos positivos que tenía este componente y tras diseñar distintos productos, en 1952 crea el Gerovital H3, capaz de aportar los nutrientes necesarios para reparar y/o renovar las células envejecidas o dañadas. Además, dilata y limpia las arterias, consiguiendo que más oxígeno llegue a las células y tejidos musculares, en 1976 en Cuba junto a los doctores Raimundo Torres Díaz e Israel Brekhman desarrolla uno de los mejores tratamientos antienvejecimiento conocido como "Longevidad con Calidad", que fue destinado a dirigentes de los países socialistas de la época denominándose "secreto de estado".
Comenzó a fabricarse el Gerovital de forma industrial, mediante patente, a partir de 1958. Numerosos cosméticos y productos farmacéuticos llevan su fórmula, que continúa siendo secreto de estado.
Sus descubrimientos ofrecieron una resistencia contra el cansancio,la fatiga, los dolores musculares y el
estrés. Aumenta la memoria y las capacidades intelectuales; también reduce el riesgo de enfermedades cardíacas, así como el reuma, la osteoporosis, la menopausia, alergias y, por supuesto, las arrugas.